# Goniothalamus panayensis
Goniothalamus panayensis este o specie de plante din genul Goniothalamus, familia Annonaceae, descrisă de Elmer Drew Merrill. Conform Catalogue of Life specia Goniothalamus panayensis nu are subspecii cunoscute.